# С/Кидање
С/Кидање је српски играни филм из 2013. године. Ово је дебитантски дугометражни играни филм редитеља Косте Ђорђевића, љубавна прича са елементима комедије о троје младих људи, различитог социјалног статуса, који су опседнути љубављу према погрешној особи.
Филм је премијерно приказан у Србији 17. априла 2013. године у Сава центру.

## Радња
Троје младих различитог социјалног статуса су опседнути љубављу према погрешној особи. Током једног дана и ноћи, након више трагикомичних и апсурдних ситуација кроз које пролазе њихови путеви се укрштају. У фанатичној потрази за предметом своје опсесије, сви завршавају у сумњивом ноћном клубу у покушају да остваре своје снове.

## Улоге
| Глумац              | Улога      |
| ------------------- | ---------- |
| Никола Ракочевић    | Реља       |
| Марко Јанкетић      | Ђура       |
| Драгана Дабовић     | Хана       |
| Небојша Глоговац    | Бојан      |
| Ивана Вуковић       | Сања       |
| Наташа Јањић        | Кики       |
| Наташа Марковић     | певачица   |
| Слободан Нинковић   | обезбеђење |
| Радослав Миленковић | бармен     |
| Срђан Милетић       | камионџија |
| Младен Совиљ        | Оги        |
| Иван Михаиловић     | Филип      |